# サギノーバレー州立大学
サギノーバレー州立大学（英語: Saginaw Valley State University、公用語表記: Saginaw Valley State University）は、アメリカ合衆国, ミシガン州, サギノーに本部を置くアメリカ合衆国の公立大学。1963年創立、1963年大学設置。

## 沿革
- 1963年11月13日 - 設立。
- 1981年 日本の四国大学と姉妹校協定を結ぶ。